# Triglochin muelleri
Triglochin muelleri là một loài thực vật có hoa trong họ Juncaginaceae. Loài này được Buchenau miêu tả khoa học đầu tiên năm 1903.